# طالب عربی
طالب عربی (به عربی: طالب العربي) یک شهرداری در الجزایر است که در ناحیه طالب العربی واقع شده‌است. طالب عربی ۷٬۰۷۴ نفر جمعیت دارد و ۴۲ متر بالاتر از سطح دریا واقع شده‌است.